# Dora Akunyili
Pour les articles homonymes, voir Akunyili.
Dora Nkem Akunyili, née le 14 juillet 1954 à Makurdi au Nigeria et morte en Inde le 7 juin 2014 , est spécialisée en pharmacologie. De 2001 à 2008, elle est la directrice de l’Agence nationale de contrôle de la nourriture et des médicaments (National Agency for Food and Drug Administration and Control, NAFDAC) au Nigeria et reconnue internationalement pour son travail contre les médicaments de contrefaçon,  action pour laquelle elle a été récompensée à plusieurs reprises. Elle poursuite sa carrière politique en devenant Ministre de la communication. De 2000 à 2014, elle exerce comme professeur de pharmacologie de l’UNN. L'artiste Njideka Akunyili Crosby est sa fille.

## Biographie
Dora Nkem Akunyili est née le 14 juillet 1954 à Makurdi, dans l'État de Benue, au Nigeria. Son père est le chef Paul Young Edemobi,, elle a grandi dans une famille catholique pratiquante[réf. souhaitée]. Elle épouse le docteur Chike Akunyili, avec qui elle a 6 enfants.
Elle obtient une licence en pharmacie diplôme B. Pharm de pharmacie en 1978 et un Ph.D. en 1985 à l’UNN. Elle fait ensuite un post-doctorat à l’université de Londres en 1989. En 1995, Dora Nkem Akunyili devient Secrétaire du Fonds pétrolier spécial pour l’aide aux démunis. Elle devient professeur à l’UNN en 2000 et directrice de la NAFDAC en 2001. Son action contre la contrebande de médicaments est à l'origine de la tentative d'assassinat du 26 décembre 2003 où son véhicule est pris pour cible par des tireurs,. 
Elle est ministre de l'Information et de la Communication de décembre 2008 à décembre 2010, à l'époque de la campagne « Nigeria: Good People, Great Nation », lancée par le Président Umaru Yar'Adua. Elle démissionne alors pour poursuivre sa carrière politique au parlement. Elle se présente comme sénatrice dans l'État d'Anambra.
Elle décède le 7 juin 2014, dans la clinique indienne où elle faisait soigner son cancer de l'utérus découvert en juillet 2013.

## Hommages et récompenses
De son vivant, Dora Nkem Akunyili a reçu de nombreuses récompenses pour son action contre la contrefaçon et notamment en 2003 le Integrity Award de Transparency International. Le groupe de média anglophone Siverbird Group (en) l'élit Personne de l'Année 2005. En 2006, elle reçoit les honneurs du New-York Times dont elle est l'un des 18 « héros » de l'année. Elle est par ailleurs décorée de l'ordre de la république fédérale du Nigéria.
Sa fille, l'artiste Njideka Akunyili Crosby, la représente dans son tableau Mother and child, de 2016, alors qu'elle attend elle-même un enfant. Le tableau fait partie de la collection permanente du MET qui l'a acquis en 2017.

## Publications
- (en) Dora N. Akunyili, Bankers' Role in the NAFDAC War: Being a Text of the 2006 CIBN Annual Lecture Presented at Bankers House, Victoria Island, Lagos on Thursday, 19 October 2006, Chartered Institute of Bankers of Nigeria, 2006 (lire en ligne)
- (en) Dora N. Akunyili, Selected Speeches, Kachifo Limited, 2010 (ISBN 978-978-48013-7-9, lire en ligne)
- (en) Dora N. Akunyili, The War Against Counterfeit Medicine My Story, Safari Books Limited, 2011, 473 p. (ISBN 978-9-788-43101-5, présentation en ligne)Autobiographie